# Brookville, New York
Brookville är en ort (village) i kommunen Oyster Bay i Nassau County i delstaten New York. Vid 2020 års folkräkning hade Brookville 2 939 invånare.